# 노샤크산
노샤크산(---山, Noshaq)은 아프가니스탄에서 가장 높은 높이 7,492m의 산으로, 힌두쿠시산맥에서 티리치미르산에 이어 두 번째로 높다. 7,000m를 넘는 산 중 가장 서쪽에 있는 산이다. 파키스탄과의 국경에 위치하며, 산의 북쪽과 서쪽면은 아프가니스탄, 남쪽과 동쪽면은 파키스탄의 영토이다.
1960년, 일본 등반대의 사카이 도시아키와 이와쓰보 고로가 첫 등정에 성공했다. 1973년에는 폴란드 등반대가 겨울 등반에 성공했다. 이 등반은 7,000m가 넘는 산의 첫 겨울 등반이다.

## 같이 보기
- 듀랜드 라인
- 최고 고도순 나라 목록